# Lojze Šmid
Lojze Šmid, slovenski zdravnik otorinolaringolog, * 19. september 1941, Jurklošter.
Šmid je leta 1966 diplomiral na Medicinski fakulteti v Ljubljani, 1973 končal specializacijo in prav tam 1983 tudi doktoriral. Sprva je bil zaposlen v Splošni bolnišnici v Celju, leta 1974 pa se je zaposlil na Kliniki za otorinolaringologijo UKC v Ljubljani. Od 1988 pa je tudi predaval na ljubljanski MF.